# Chrysosoma prolongatum
Chrysosoma prolongatum är en tvåvingeart som beskrevs av Octave Parent 1928. Chrysosoma prolongatum ingår i släktet Chrysosoma och familjen styltflugor.
Artens utbredningsområde är Taiwan. Inga underarter finns listade i Catalogue of Life.